# Table des caractères Unicode/U1D100
Cette page contient des caractères spéciaux ou non latins. S’ils s’affichent mal (▯, ?, etc.), consultez la page d’aide Unicode.
Table des caractères Unicode U+1D100 à U+1D1FF (119 040 à 119 295 en décimal).

## Symboles musicaux occidentaux(Unicode 3.1 à 14.0)
Caractères utilisés pour la notation musicale occidentale et suppléments pour la notation grégorienne, kiévienne ou iranienne.
Barres de mesure, codas, figures répétées, points d’orgue et pauses, accolades de partition, portées, tablatures, clés, altérations accidentelles, mesures à la clé, octaves, silences, têtes de notes, notes, hampes, trémolos, point d’augmentation, crochets diacritiques, liaisons (début ou fin de rame — poutre ou valeur —, début et fin de tenue — ou prolongation —, début ou fin de coulée — liaison d’expression —, début ou fin de phrasé), articulations diacritiques (accent, détaché ou staccato, accent agogique ou tenuto, staccatissimo, marqué ou marcato, marcato-staccato, accent-staccato, louré, arpègement monté, arpègement descendu, diacritiques du jazz — doink, rip, flip, smear, bend —, double ou triple articulation, rinforzando, subito, Z), symboles dynamique (piano, mezzo, forte, crescendo, decrescendo), symboles d’ornements ou agréments, symboles analytiques, diacritiques d’instrumentation (archet tiré ou poussé, diphonique, pizzicato de Bartók), symboles de pédales (appuyée, levée, demi-pédale), notation mensurale, silences mensuraux, symboles de prolation ou tempus, symbole musical croix, symboles de notation grégorienne (clés de do ou de fa, b carré, virga, podatus ou pes, clivis, scandicus, climacus ou subpunctus, torculus ou pes fluxus, porrectus ou flexus resupinus, porrectus flexus, scandicus flexus, torculus resupinus, pes subpunctis), symboles de notation kiévienne (clés d’ut, fin de morceau, notes, bémol), symboles de notation iranienne (altérations pour quarts de ton).
Le caractère U+1D159 est une tête de note vierge, invisible et de largeur nulle, utilisée comme caractère de base pour les diacritiques musicaux. Les caractères U+1D173 à U+1D17A sont des contrôles de format créant des liaisons entre notes musicales.
Les caractères U+1D165 à U+1D169, U+1D16D à U+1D172, U+1D17B à U+1D182, U+1D185 à U+1D18B, et U+1D1AA à U+1D1AD sont des signes diacritiques se combinant avec le caractère qu’ils suivent. Ces signes sont ici présentés combinés au symbole musical tête de note noire « 𝅘 » (U+1D158) à des fins de lisibilité.
Quelques autres symboles musicaux occidentaux d’usage courant sont dans le bloc Symboles divers.

### Table des caractères
| en fr   | 0 | 1 | 2 | 3         | 4        | 5         | 6        | 7          | 8         | 9               | A        | B | C | D | E | F |
| ------- | - | - | - | --------- | -------- | --------- | -------- | ---------- | --------- | --------------- | -------- | - | - | - | - | - |
| U+1D100 | 𝄀 | 𝄁 | 𝄂 | 𝄃         | 𝄄        | 𝄅         | 𝄆        | 𝄇          | 𝄈         | 𝄉               | 𝄊        | 𝄋 | 𝄌 | 𝄍 | 𝄎 | 𝄏 |
| U+1D110 | 𝄐 | 𝄑 | 𝄒 | 𝄓         | 𝄔        | 𝄕         | 𝄖        | 𝄗          | 𝄘         | 𝄙               | 𝄚        | 𝄛 | 𝄜 | 𝄝 | 𝄞 | 𝄟 |
| U+1D120 | 𝄠 | 𝄡 | 𝄢 | 𝄣         | 𝄤        | 𝄥         | 𝄦        |            |           | 𝄩               | 𝄪        | 𝄫 | 𝄬 | 𝄭 | 𝄮 | 𝄯 |
| U+1D130 | 𝄰 | 𝄱 | 𝄲 | 𝄳         | 𝄴        | 𝄵         | 𝄶        | 𝄷          | 𝄸         | 𝄹               | 𝄺        | 𝄻 | 𝄼 | 𝄽 | 𝄾 | 𝄿 |
| U+1D140 | 𝅀 | 𝅁 | 𝅂 | 𝅃         | 𝅄        | 𝅅         | 𝅆        | 𝅇          | 𝅈         | 𝅉               | 𝅊        | 𝅋 | 𝅌 | 𝅍 | 𝅎 | 𝅏 |
| U+1D150 | 𝅐 | 𝅑 | 𝅒 | 𝅓         | 𝅔        | 𝅕         | 𝅖        | 𝅗          | 𝅘         | TÊTE NOTE NULLE | 𝅚        | 𝅛 | 𝅜 | 𝅝 | 𝅗𝅥 | 𝅘𝅥 |
| U+1D160 | 𝅘𝅥𝅮 | 𝅘𝅥𝅯 | 𝅘𝅥𝅰 | 𝅘𝅥𝅱         | 𝅘𝅥𝅲        | 𝅘𝅥         | 𝅘𝅦        | 𝅘𝅧          | 𝅘𝅨         | 𝅘𝅩               | 𝅪        | 𝅫 | 𝅬 | 𝅘𝅭 | 𝅘𝅮 | 𝅘𝅯 |
| U+1D170 | 𝅘𝅰 | 𝅘𝅱 | 𝅘𝅲 | DÉB. RAME | FIN RAME | DÉB. TENU | FIN TENU | DÉB. COULÉ | FIN COULÉ | DÉB. PHR.       | FIN PHR. | 𝅘𝅻 | 𝅘𝅼 | 𝅘𝅽 | 𝅘𝅾 | 𝅘𝅿 |
| U+1D180 | 𝅘𝆀 | 𝅘𝆁 | 𝅘𝆂 | 𝆃         | 𝆄        | 𝅘𝆅         | 𝅘𝆆        | 𝅘𝆇          | 𝅘𝆈         | 𝅘𝆉               | 𝅘𝆊        | 𝅘𝆋 | 𝆌 | 𝆍 | 𝆎 | 𝆏 |
| U+1D190 | 𝆐 | 𝆑 | 𝆒 | 𝆓         | 𝆔        | 𝆕         | 𝆖        | 𝆗          | 𝆘         | 𝆙               | 𝆚        | 𝆛 | 𝆜 | 𝆝 | 𝆞 | 𝆟 |
| U+1D1A0 | 𝆠 | 𝆡 | 𝆢 | 𝆣         | 𝆤        | 𝆥         | 𝆦        | 𝆧          | 𝆨         | 𝆩               | 𝅘𝆪        | 𝅘𝆫 | 𝅘𝆬 | 𝅘𝆭 | 𝆮 | 𝆯 |
| U+1D1B0 | 𝆰 | 𝆱 | 𝆲 | 𝆳         | 𝆴        | 𝆵         | 𝆶        | 𝆷          | 𝆸         | 𝆹               | 𝆺        | 𝆹𝅥 | 𝆺𝅥 | 𝆹𝅥𝅮 | 𝆺𝅥𝅮 | 𝆹𝅥𝅯 |
| U+1D1C0 | 𝆺𝅥𝅯 | 𝇁 | 𝇂 | 𝇃         | 𝇄        | 𝇅         | 𝇆        | 𝇇          | 𝇈         | 𝇉               | 𝇊        | 𝇋 | 𝇌 | 𝇍 | 𝇎 | 𝇏 |
| U+1D1D0 | 𝇐 | 𝇑 | 𝇒 | 𝇓         | 𝇔        | 𝇕         | 𝇖        | 𝇗          | 𝇘         | 𝇙               | 𝇚        | 𝇛 | 𝇜 | 𝇝 | 𝇞 | 𝇟 |
| U+1D1E0 | 𝇠 | 𝇡 | 𝇢 | 𝇣         | 𝇤        | 𝇥         | 𝇦        | 𝇧          | 𝇨         | 𝇩               | 𝇪        |   |   |   |   |   |
| U+1D1F0 |   |   |   |           |          |           |          |            |           |                 |          |   |   |   |   |   |

### Historique

#### Version initiale Unicode 3.1
| v · d · m | 0 | 1 | 2 | 3         | 4        | 5         | 6        | 7          | 8         | 9               | A        | B | C | D | E | F |
| --------- | - | - | - | --------- | -------- | --------- | -------- | ---------- | --------- | --------------- | -------- | - | - | - | - | - |
| U+1D100   | 𝄀 | 𝄁 | 𝄂 | 𝄃         | 𝄄        | 𝄅         | 𝄆        | 𝄇          | 𝄈         | 𝄉               | 𝄊        | 𝄋 | 𝄌 | 𝄍 | 𝄎 | 𝄏 |
| U+1D110   | 𝄐 | 𝄑 | 𝄒 | 𝄓         | 𝄔        | 𝄕         | 𝄖        | 𝄗          | 𝄘         | 𝄙               | 𝄚        | 𝄛 | 𝄜 | 𝄝 | 𝄞 | 𝄟 |
| U+1D120   | 𝄠 | 𝄡 | 𝄢 | 𝄣         | 𝄤        | 𝄥         | 𝄦        |            |           |                 | 𝄪        | 𝄫 | 𝄬 | 𝄭 | 𝄮 | 𝄯 |
| U+1D130   | 𝄰 | 𝄱 | 𝄲 | 𝄳         | 𝄴        | 𝄵         | 𝄶        | 𝄷          | 𝄸         | 𝄹               | 𝄺        | 𝄻 | 𝄼 | 𝄽 | 𝄾 | 𝄿 |
| U+1D140   | 𝅀 | 𝅁 | 𝅂 | 𝅃         | 𝅄        | 𝅅         | 𝅆        | 𝅇          | 𝅈         | 𝅉               | 𝅊        | 𝅋 | 𝅌 | 𝅍 | 𝅎 | 𝅏 |
| U+1D150   | 𝅐 | 𝅑 | 𝅒 | 𝅓         | 𝅔        | 𝅕         | 𝅖        | 𝅗          | 𝅘         | TÊTE NOTE NULLE | 𝅚        | 𝅛 | 𝅜 | 𝅝 | 𝅗𝅥 | 𝅘𝅥 |
| U+1D160   | 𝅘𝅥𝅮 | 𝅘𝅥𝅯 | 𝅘𝅥𝅰 | 𝅘𝅥𝅱         | 𝅘𝅥𝅲        | 𝅘𝅥         | 𝅘𝅦        | 𝅘𝅧          | 𝅘𝅨         | 𝅘𝅩               | 𝅪        | 𝅫 | 𝅬 | 𝅘𝅭 | 𝅘𝅮 | 𝅘𝅯 |
| U+1D170   | 𝅘𝅰 | 𝅘𝅱 | 𝅘𝅲 | DÉB. RAME | FIN RAME | DÉB. TENU | FIN TENU | DÉB. COUL. | FIN COUL. | DÉB. PHR.       | FIN PHR. | 𝅘𝅻 | 𝅘𝅼 | 𝅘𝅽 | 𝅘𝅾 | 𝅘𝅿 |
| U+1D180   | 𝅘𝆀 | 𝅘𝆁 | 𝅘𝆂 | 𝆃         | 𝆄        | 𝅘𝆅         | 𝅘𝆆        | 𝅘𝆇          | 𝅘𝆈         | 𝅘𝆉               | 𝅘𝆊        | 𝅘𝆋 | 𝆌 | 𝆍 | 𝆎 | 𝆏 |
| U+1D190   | 𝆐 | 𝆑 | 𝆒 | 𝆓         | 𝆔        | 𝆕         | 𝆖        | 𝆗          | 𝆘         | 𝆙               | 𝆚        | 𝆛 | 𝆜 | 𝆝 | 𝆞 | 𝆟 |
| U+1D1A0   | 𝆠 | 𝆡 | 𝆢 | 𝆣         | 𝆤        | 𝆥         | 𝆦        | 𝆧          | 𝆨         | 𝆩               | 𝅘𝆪        | 𝅘𝆫 | 𝅘𝆬 | 𝅘𝆭 | 𝆮 | 𝆯 |
| U+1D1B0   | 𝆰 | 𝆱 | 𝆲 | 𝆳         | 𝆴        | 𝆵         | 𝆶        | 𝆷          | 𝆸         | 𝆹               | 𝆺        | 𝆹𝅥 | 𝆺𝅥 | 𝆹𝅥𝅮 | 𝆺𝅥𝅮 | 𝆹𝅥𝅯 |
| U+1D1C0   | 𝆺𝅥𝅯 | 𝇁 | 𝇂 | 𝇃         | 𝇄        | 𝇅         | 𝇆        | 𝇇          | 𝇈         | 𝇉               | 𝇊        | 𝇋 | 𝇌 | 𝇍 | 𝇎 | 𝇏 |
| U+1D1D0   | 𝇐 | 𝇑 | 𝇒 | 𝇓         | 𝇔        | 𝇕         | 𝇖        | 𝇗          | 𝇘         | 𝇙               | 𝇚        | 𝇛 | 𝇜 | 𝇝 |   |   |
| U+1D1E0   |   |   |   |           |          |           |          |            |           |                 |          |   |   |   |   |   |
| U+1D1F0   |   |   |   |           |          |           |          |            |           |                 |          |   |   |   |   |   |

#### Compléments Unicode 5.1
| v · d · m | 0 | 1 | 2 | 3 | 4 | 5 | 6 | 7 | 8 | 9 | A | B | C | D | E | F |
| --------- | - | - | - | - | - | - | - | - | - | - | - | - | - | - | - | - |
| U+1D120   |   |   |   |   |   |   |   |   |   | 𝄩 |   |   |   |   |   |   |

#### Compléments Unicode 8.0
| v · d · m | 0 | 1 | 2 | 3 | 4 | 5 | 6 | 7 | 8 | 9 | A | B | C | D | E | F |
| --------- | - | - | - | - | - | - | - | - | - | - | - | - | - | - | - | - |
| U+1D1D0   |   |   |   |   |   |   |   |   |   |   |   |   |   |   | 𝇞 | 𝇟 |
| U+1D1E0   | 𝇠 | 𝇡 | 𝇢 | 𝇣 | 𝇤 | 𝇥 | 𝇦 | 𝇧 | 𝇨 |   |   |   |   |   |   |   |

#### Compléments Unicode 14.0
| v · d · m | 0 | 1 | 2 | 3 | 4 | 5 | 6 | 7 | 8 | 9 | A | B | C | D | E | F |
| --------- | - | - | - | - | - | - | - | - | - | - | - | - | - | - | - | - |
| U+1D1E0   |   |   |   |   |   |   |   |   |   | 𝇩 | 𝇪 |   |   |   |   |   |